# إيراكليس
نادي إيراكليس هو نادي كرة قدم يوناني من مدينة سالونيك، تأسس عام 1908. يلعب النلدي مبارياته على أرضه على ملعب كافتانزوغليو.